# Obraz Matki Bożej Pocieszenia (Biechowo)
Obraz Matki Bożej Pocieszenia – wizerunek Matki Bożej w Biechowie w Wielkopolsce.

## Historia obrazu
Obraz pochodzi z XV wieku, ze szkoły bizantyjskiej. W trakcie jego renowacji w 1962 odkryto pod zewnętrznym obrazem Krzysztofa Boguszewskiego z 1632 lub 1640, XV-wieczny wizerunek. Zachowane zostały oba obrazy. Starszy wizerunek datowany jest na 1460, jest nieznanego autora ze szkoły bizantyjsko-włoskiej. Zachowana wzmianka z 1695 podaje informuje: "o dawno sławnym obrazie, przed którym wierni otrzymują wiele łask i cudów, a szczególnie nawróceń". Były liczne nawrócenie na katolicyzm z protestantyzmu i religii żydowskiej. W XVII wieku obraz został przemalowany i powiększony przez Krzysztofa Boguszewskiego. 

## Opis obrazu
Obraz namalowany jest na desce modrzewiowej o wymiarach 53 x 80 cm. Maryja na obrazie trzyma w prawej ręku jabłko królewskie, w starszej wersji brzoskwinię. W lewym ręku trzyma Dzieciątko, które prawą ręką błogosławi, a lewą trzyma na rozłożonej na kolanach księdze.

## Koronacja obrazu
Uroczystość koronacji obrazu złotymi koronami papieskimi odbyła się 12 września 1976. Koronacji dokonał ks. kard. Stefan Wyszyński w obecności 12 biskupów, licznego duchowieństwa oraz dziesiątków tysięcy wiernych.

## Kult obrazu
Pod koniec XVII wieku źródła podają, że obraz czczony jest od dawna. O kulcie obrazu świadczą wota, które były zawieszane na obrazie z biegiem lat. Wśród nich były dwie złocone korony z perłami i diamentami, sześć sznurów pereł, złote łańcuszki, wisiorki, obrączki, krzyżyki. Jednym z pierwszych odnotowanych cudów było uzdrowienia niewidomego człowieka. Wizerunek z Biechowa przyciąga wiele pielgrzymek. Wiele z nich przybywa pieszo np. z Wrześni, jak i innych parafii. 